# ナイトinナイト
ナイトinナイト（ナイト イン ナイト、英: Knight in Night）は、朝日放送テレビ（ABCテレビ）で、1986年5月5日から放送されているバラエティ番組放送枠。
同時間帯にテレビ朝日と系列22局で放送されている『スーパーバラバラ大作戦』（1部、2部）・『IMAnimation W』・『アメトーーク!』・『金曜ナイトドラマ』は、時差ネット（月 - 木曜深夜は75分遅れ、金曜深夜は69分遅れ）として本枠終了後に放送されている。

## 概要

### 枠発足に至る経緯
この枠発足以前も朝日放送（現・朝日放送グループホールディングス）は深夜番組を自社で制作・放送していた（※腸捻転解消以前から。腸捻転解消から半年経った1975年10月〜1977年9月までNETテレビ→テレビ朝日のザ・23をネットしたが、お色気主体に反発して終了と同時に打ち切って以降それが定着している）。1985年10月からは月曜日から木曜日の時間帯を「夜のAタイム」と題し放送しており、翌年からは抜本的な見直しを図りこの番組をスタートさせた。
開始にあたって、次の番組の方向性を定めた。
1. ターゲットは25歳以上の男性。
2. エロはやらない。
3. つまらないギャグはやめる。
4. 次の日の朝、会社で話題になる番組づくりを目指す[5]。

この3つを柱に各曜日の企画が立てられた。また、番組は大阪駅前「アクティ大阪」（現・サウスゲートビルディング）にあった「ABCエキスタ」（1997年3月閉鎖）から放送当日の収録で放送（撮って出し）したのが始まりとされ、1986年5月に開始した。2000年以降の曜日ごとの番組のリニューアルと並行して、放送当日の収録（撮って出し）がなくなり、事前に別の日に収録した番組を放送するようになる。
番組の立ち上げにかかわった三上泰生（当時朝日放送第二制作部長）は自著「6chは上方文化や」の中で「深夜番組は眉唾物の企画やらエログロといった『麻薬』が使われやすい」と述べており、実際この時期の深夜番組は「11PM」に代表されるように過激なエロを売りにしたのが主流となっていた。しかし、「たとえば、深夜番組でハダカを出したとする。すると視聴者はもっと見せろと要求するからだんだん際どいものを見せるようになる。すると視聴者離れが起きて局のイメージが低下することとなる。」と述べ、麻薬の中毒性になぞらえて頼ると取り返しのつかないことになると危惧しており、『麻薬』は一切やらないとの信念で番組制作に至ったという。
番組開始当初は帯番組という体裁で、スタジオセットやOP・EDは全曜日共通のものとして制作され（帯番組時代のテーマ曲はピエール・ポルトの「COEUR A CORPS」を全曜日で使用）、番組タイトルも新聞などのテレビ欄には『ナイトinナイト』（または『ナイト』）と書かれていた。月曜・火曜が桂三枝（現・桂文枝）、水曜日桂春蝶（後にやしきたかじん→渡辺徹→高杢禎彦と山田雅人→板東英二）、木曜日月亭八方の司会で、各曜日それぞれのテーマに沿った話題を展開していた。特に三枝司会の火曜日「おっちゃんVSギャルクイズ合戦」と八方司会の木曜日「楽屋ニュース」は長寿コーナーとなった。

### 2000年〜現在
1999年以前は関西ローカルの特色を活かした内容で取り組んできたが、2000年以降は若年層を意識する傾向にある。この頃月曜以外全面的にリニューアルされ、『ナイトinナイト』のタイトルも番組名から放送枠としてのレーベル名に移行し、各曜日独立した番組を放送する現在の体制が確立した。2011年現在はいずれの曜日も10%以上の好視聴率を記録しており、安定している状況にある。2010年代以降は自社制作の日曜23時枠から本枠へ移行した番組もあり、2020年4月からのラインナップでは、5番組中3番組が日曜からの移行組となっている。
それ以降、同枠の番組が近畿広域圏以外でも番組販売の形で時差放送されるケースが見られるようになった（ネット局の詳細は各番組の項目を参照）。特に、2009年10月改編で「ネオネオバラエティ」・「ネオバラエティ第3部」が打ち切られたことから、その後番組として「お願い!ランキング」（テレビ朝日における後番組）ではなく「ナイトinナイト」を時差ネットする地方局が続出している。近畿広域圏以外の地方局で「ナイトinナイト」枠は設けられているわけではないが、各番組オープニングの「ナイトinナイト」のロゴは地方局での放送時もそのまま残される（ただし、現在放送中の番組に「ナイトinナイト」ロゴは表示されていない）。2016年10月改編でナイトinナイト月曜日・火曜日を、2017年4月改編では、残りの水曜日・木曜日のネット配信を開始した。
2000年代以降は全国区で活躍する吉本所属タレントが本枠でMCを勤めていることが多く、「芸人にとって憧れの枠」と評されている。
2021年2月2日（火曜日）には、火曜枠の「相席食堂」が、全国ネット向けの特別番組として2時間にわたって放送された。『これって私だけ?』（朝日放送テレビ東京オフィスの制作で2020年7月から火曜日の20時台に編成されていた全国ネット番組）が同年1月19日放送分で終了したことに伴う措置ながら、『ナイトinナイト』レーベルの番組が、ゴールデンタイムの全国ネットで放送される事例は初めてであった。
たとえ東京を拠点にしているタレントがメインを務める番組でも収録は大阪で行われる事が長らく通例だったが、2022年11月2日から水曜枠で始まる「これ余談なんですけど・・・」は「ナイトinナイト」枠では異例の東京収録の番組となった。
2019年10月からの放送時間は金曜日を除いて23:17 - 翌0:17となっているが、現在は7分繰り上げ・拡大して23:10からの放送になっている（金曜日の放送時間は23:17 - 翌0:12と変わっていない）。ただし、本枠に入っている各番組の公式サイト上では23:17と表記されている。

## 現在の番組
いずれもTVerでネット配信を実施している。
| 曜日   | 番組名                     | MC                                  | 枠放送開始日   | 備考                                                                         |
| ------ | -------------------------- | ----------------------------------- | -------------- | ---------------------------------------------------------------------------- |
| 月曜日 | なるみ・岡村の過ぎるTV     | なるみ 岡村隆史（ナインティナイン） | 2016年4月11日  | 日曜23時台から移動。                                                         |
| 火曜日 | 相席食堂                   | 千鳥 （大悟・ノブ）                 | 2019年4月2日   | 日曜23時台から移動。                                                         |
| 水曜日 | これ余談なんですけど・・・ | かまいたち （山内健司・濱家隆一）   | 2022年11月2日  | 火曜深夜に半年間放送されていた番組。ナイトinナイト枠では初の東京収録。       |
| 木曜日 | やすとものいたって真剣です | 海原やすよ ともこ                   | 2020年4月2日   | 日曜23時台で放送されていた『やすともの恋愛島』を発展させた番組。             |
| 金曜日 | 探偵!ナイトスクープ        | 松本人志 （ダウンタウン）           | 2016年11月18日 | 長らく『ナイトinナイト』枠外として扱われていたが、2016年11月に当枠内へ編入。 |

## 過去に放送された企画・番組
月曜日
- 食に纏わる対談コーナー、「オンリー湯う〜」「さんぷくインフォメーション」、「ちゃらんぽらんのようこそここへ」などのコーナーがある情報企画→政治経済の討論（月曜日 1986.5 - ? ） - 司会:桂三枝（現:桂文枝）、黒田福美
- 創作落語のドラマ化とクイズコーナー（1990.7 - 1991.3） - 司会:桂三枝（現:桂文枝）・麻生みどり
- THE MEIJIN（1991.4 - 1993.3） - 司会:桂三枝（現:桂文枝）、潮田恭代（現・牛尾田恭代）
- 熱闘広辞苑（1993.4 - 1994.3） - 司会:桂三枝（現:桂文枝）、伊藤聡子
  - 桂米朝をご意見番に迎え、毎回ひとつの言葉をテーマにトークを繰り広げた。テーマとなる題字を書きおろしていたのは榊莫山。
- クイズ!紳助くん（1994.4 - 2011.9） - 司会:島田紳助・堀友理子（当時朝日放送アナウンサー）・パネラー席:円広志ほか
  - 2000年3月まで番組名『ナイトinナイト(月曜)』、企画名『クイズ!紳助くん』として放送。
  - 島田紳助の引退により、2011年8月29日から9月26日まで『熱血!なにわ突撃隊スペシャル』として放送されていた。朝日放送（当時）は2011年9月20日に『クイズ!紳助くん』を打ち切ることを正式発表した。
- 品川・千鳥のラブリー芸人家族（2011.10.3 - 10.24） - 出演:品川祐・千鳥
  - 『クイズ紳助くん』打ち切り並びに『ごきげん!ブランニュ』月曜枠移動までのつなぎ番組として放送。
- ごきげん!ブランニュ（2002.4 - 2016.3） - 出演:赤井英和・トミーズ雅・大平サブロー・月亭八光ほか
  - 2011年10月25日までは火曜枠に放送。10月31日から月曜枠に移動。

火曜日
- おっちゃんVSギャル（1986.5 - 2000.3） - 司会:桂三枝（現:桂文枝）・岡野久子（1986.5 - ?）→春藤睦（在籍期間不明）→遥洋子（? - 1999.3）→高野直子（当時朝日放送アナウンサー）（1999.4 - 2000.3）
  - 中高年タレントや文化人の「おっちゃんチーム｣と、若手女性タレントの「ギャルチーム」によるクイズ合戦。フジテレビの『クイズ!年の差なんて』は、この企画が元ネタである（桂三枝自身がこの番組の成功によりフジテレビに企画を持ち込んだ結果、両方の番組で司会をすることとなる）。
- らぶどん（2000.4 - 2002.3） - 出演:石田靖・柳沢慎吾・河相我聞
- 雨上がりのやまとナゼ?しこ（2011.11 - 2015.12） - 出演:雨上がり決死隊・海原やすよ ともこ・ケンドーコバヤシほか
- 雨上がりの「Aさんの話」〜事情通に聞きました!〜（2016.1 - 2019.3） - 出演:雨上がり決死隊・海原やすよ ともこ・ケンドーコバヤシほか

水曜日
- 男をテーマにした企画（1986.5 - 1988.3） - 出演:桂春蝶・池田幾三
- 企画内容不詳（1988.4 - 1989.3） - 出演:やしきたかじん
- オトナのOOGIRI（1989.4 - 1991.3） - 出演:渡辺徹
- 夢バイトDODA!（1991.4 - 1992.3） - 出演:渡辺徹
- この人だーれ（1992.4 - 1992.9） - 出演:渡辺徹
- 平成元禄お悩み相談（1992.10 - 1993.9） - 出演:渡辺徹（1992.10 - 1993.3）→高杢禎彦・山田雅人（1993.4 - 1993.9）
- 板東英二の水曜は白ごはん（1993.10 - 2000.3） - 出演:板東英二・ラサール石井・葉山レイコ・ハイヒールモモコほか
  - スタジオに作られたリビングのような場所で、ゲストを呼んでトークをする企画。後期には、ラサールによる料理コーナーが放送された。なお、他局では水曜以外に放送された関係上、後に「水曜は」が取れて『板東英二の白ごはん』に改題された。
- 笑瓶+オセロのV・I・ぴ〜（ヴィッピー）（2000.4 - 2004.9） - 出演:オセロ・笑福亭笑瓶・アメリカザリガニ（2003.10 - 2004.4）→なすなかにし（2004.4 - 2004.9）
  - 笑福亭笑瓶とオセロがゲストをリクエストした場所などにもてなす。同枠で放送された番組では唯一のオールロケ番組。
- きになるオセロ（2004.10 - 2008.3） - 出演:オセロほか
- 今ちゃんの「実は…」（2008.4 - 2022.10）- 出演:今田耕司ほか

木曜日
- 八方の楽屋ニュース（1986.5 - 1998.9） - 司会:月亭八方・新野新・桂きん枝（現:桂小文枝）ほか
  - 吉本興業所属芸人の私的な話を中心としたニュースを報告する「楽屋ニュース」と、週替わりの企画の二本立て。週替わり企画は、吉本興業の芸人を集めてトークをするものが多かった。また、吉本興業所属のベテラン芸人が死亡した時は、追悼企画を放送した。
- 八方の演芸もん!（1998.10 - 1999.9） - 司会:月亭八方・なるみ
  - 「楽屋ニュース」と週替わり企画の構成。大喜利やあまりテレビに出ない芸人の紹介などの企画が放送された。
- ナンバ壱番館（1999.10 - 2004.3） - 司会:今田耕司・東野幸治
  - 2000年3月まで番組名『ナイトinナイト(木曜)』、企画名『ナンバ壱番館』として放送。
- にこいち 〜スーパースター友情列伝〜（2004.4 - 2005.3） - 出演:中川家・笑い飯・浜口順子
- ビーバップ!ハイヒール（2005.4 - 2020.3） - 出演:ハイヒール・筒井康隆・江川達也・たむらけんじほか

## 放送時間の変遷
| 期間    | 期間   | 放送時間（日本時間）                                           |
| ------- | ------ | -------------------------------------------------------------- |
| 1986.5  | 1994.9 | 月曜 - 木曜 23:25 - 翌0:25（60分）                             |
| 1994.10 | 2000.3 | 月曜 - 木曜 23:27 - 翌0:27（60分）                             |
| 2000.4  | 2001.9 | 月曜 - 木曜 23:16 - 翌0:16（60分）                             |
| 2001.10 | 2016.9 | 月曜 - 木曜 23:17 - 翌0:17（60分）                             |
| 2016.10 | 2018.9 | 月曜 - 木曜 23:17 - 翌0:17（60分） 金曜 23:17 - 翌0:12（55分） |
| 2018.10 | 2019.9 | 月曜 - 木曜 23:22 - 翌0:22（60分） 金曜 23:17 - 翌0:12（55分） |
| 2019.10 | 現在   | 月曜 - 木曜 23:17 - 翌0:17（60分） 金曜 23:17 - 翌0:12（55分） |

### ネット配信
- 最新回見逃し配信は朝日放送テレビの放送日基準。
- 関西以外の遅れネット局はインターネット配信開始が放送より先行する。

| 配信元 | 更新日時         | 配信期間 | 備考                                 |
| ------ | ---------------- | -------- | ------------------------------------ |
| TVer   | 各曜日放送終了後 | 7日      | 朝日放送テレビの最新回限定で無料配信 |
| GYAO!  | 各曜日放送終了後 | 7日      | 朝日放送テレビの最新回限定で無料配信 |

## 備考
- かつて、番組の放送前には『ナイトQ』（タチカワブラインド提供・終期はスポンサー無し）という、その日の放送内容に関するクイズを出題するミニ番組が放送されていた（月曜から金曜までの5日分の解答を書いて応募、正解者の中から抽選で賞金が贈られるというもの。なお『ナイトinナイト』枠のない金曜日は、同じ時間帯で放送される『探偵!ナイトスクープ』の客席、あるいは楽屋から放送されていた）。後にしばらく放送されていなかったが、2003年から毎年8月下旬から9月上旬にかけて期間限定復活版「お宝ナイトウィーク」として放送している。2007年は3月12日〜3月17日、7月2日〜7月6日と11月19日〜11月23日、11月26日〜11月30日は初となる2週連続で放送された。
- 朝日新聞大阪版の朝刊のラテ欄には同番組枠のところを黄色く塗りつぶしている。
- 2007年4月より全番組が字幕放送対応になった（ABCのみ）。そして、2008年4月より全番組がハイビジョン化された。
- 以前はテレビ朝日の『ネオバラエティ』と同様に月～木曜日合同で不定期に90分バージョンで放送する時もあった（先述の2007年3月12日〜17日、7月2日〜6日放送分など）。また金曜日の『探偵!ナイトスクープ』も拡大バージョンで放送する。
- 毎年7月下旬〜8月下旬にかけて『速報!甲子園への道」』、『熱闘甲子園』といった高校野球情報番組放送のため、『速報!』のシーズンに当たる7月下旬は2015年までは23:40開始だった。以前は『熱闘』のシーズンに当たる8月の期間中は23:47開始だったが、2009年～2014年の間は吉本興業とタイアップした特番を組まれているため、2週連続休止している。また、更に西暦末尾奇数の年は世界水泳選手権が7月下旬-8月初め[注釈 6]開催となり、アジア・オセアニア以外の地域で開催する時は時差の都合により日本時間の深夜～未明に生中継されることから、その場合休止か変則放送となる場合もある。2013年以降は通常編成を行う事が多くなり、年によっては１週間限定で単発特番を組む程度にとどまっている。
  - 2009年…7月27日〜7月30日の週は世界水泳選手権ローマ大会を放送するため、月曜日～木曜日の番組を休止。後に放送される『ネオバラエティ』が1時間繰り上がることになり、テレビ朝日と同時ネットするという珍事が起きた。金曜日も同様。
    - 8月10日〜8月13日の週は当枠を休止し、ネオバラが1時間繰り上がることになり、翌17日〜8月20日の週は23:47～翌0:17に自社制作の特別番組（『コヤブの未来プロジェクト』）を放送した。年末年始を除けば、2週続けて休止するのは非常に珍しい。

  - 2010年…2週連続で60分特別番組を放送された。 (23:47 - 翌0:47)
  - 2011年…8月8日〜8月11日の週は上記の60分特別番組を放送。（MCは月曜日は品川・千鳥、火曜日は雨上がり決死隊、水曜日はフットボールアワー、木曜日はブラックマヨネーズ、なるみが担当）翌15日～8月18日の週は各曜日のレギュラー番組を放送されるが、特別版として23:47 - 翌0:22の35分間となる。
    - 島田紳助引退の影響で、当該週の月曜に放送された『品川・千鳥のラブリー芸人家族』は2011年10月3日から10月24日まで『ごきげん!ブランニュ』移動までのつなぎ番組として放送された他、火曜に放送された『雨上がりのやまとナゼ?しこ』も2011年11月からナイトinナイト火曜でレギュラー化された。

  - 2013年…世界水泳選手権バルセロナ大会生中継との兼ね合いにより、7月22日 - 7月25日はそれぞれ日替わりの特番を放送する（22日のみ定時。他3日間は『速報!甲子園への道』放送のため23:42 - 翌0:42放送）。またレギュラー番組枠となる7月29日 - 7月31日は、「-甲子園への道」が世界水泳の競泳競技生中継を実施する都合上、その生中継終了後のおおむね午前3時前後から放送するため、通常と同じ時間で放送された（『ネオバラエティ』枠の3番組は休止）。上記の通り7月下旬に特番を組んだため、8月の期間中のレギュラー番組は実に6年ぶりに通常編成（23:47開始）に戻った。
  - 2014年…当年の日替わり特番は7月22日・7月23日のみ。
  - 2016年は、月曜 - 木曜版の『速報！』が火曜 - 金曜0:15（月曜 - 木曜深夜）からに移動し、通常時間より2分速い23:15開始となる。
  - 2021年は8月16日～8月19日の週に日替わり特番を行った。
  - 2022年度は高校野球期間中も、放送時間を繰り下げて[注釈 7]放送を行い、特に8月15-18日の放送分は「ナイトinナイト夏のファン感謝祭」と題して、参加各番組の出演者とファンがつながるイベントを展開するとして、特に「過ぎるTV」は7月29日に「なるみ・岡村の過ぎるPARK2022夏」と題した公開収録をCOOL JAPAN PARK OSAKA TTホールに300組600人のペアを集めて行い、8月15日に放送された。また「相席食堂」は当初8月5日にオンライン公開収録「1万人のちょっと待てぃ!!一夜限りのノーカット収録ライブ配信」と題して行い、8月16日にその模様の放送が予定されていたが、千鳥・ノブの急病に伴い公開収録が取りやめとなり[9]、同日は通常の内容に準じて、「青田買い選手権2022夏（前）」を繰り上げて放送した。
  - 2023年は2年ぶりに8月14日～17日の週に日替わり特番を行った。
  - 2024年はお盆期間中は行わず、10月14～17日の週に日替わり特番を行う。
- それ以外にも2009年はテレビ朝日開局特番やスポーツ中継による影響で休止が相次いでいる。
  - 2月2日〜2月5日の週はテレビ朝日開局50周年記念番組『50時間テレビ』の第2部をこの枠で同時ネットするため月曜日～木曜日の番組を休止した（1月30日のナイトスクープも休止）。その後に放送されている時差ネットである『ネオバラエティ』も休止されることになるが、代わりに3日～6日0:25～1:25（2日～5日深夜）に自社制作の特別番組（ABCプレミアムナイト『特番YARO24時』）を放送した。
- 2011年2月21日〜2月26日の週は「ABC開局60周年記念番組」として各番組とも通常より15分拡大する。
- ここ数年はリコー全英女子オープンゴルフの完全生中継が行われるため、7月最終木曜日はこのゴルフを優先する特殊編成のため「甲子園の道」はゴルフ終了後の翌日未明か早朝に移動させ、『甲子園の道』を本来送る23:15からは「ネオバラエティ」の臨時同時ネットを行う事もある。
- 2014年4月7日より『探偵!ナイトスクープ』を含む当レーベルの全番組がモノラル制作（モノステレオ放送）からステレオ制作（フルステレオ放送）となる[注釈 8]その後2014年10月より、『ナイトスクープ』については副音声（ステレオ2）で視覚障碍者向け解説放送を放送するようになった。
- 『探偵!ナイトスクープ』においても2016年11月18日放送分からオープニング直後に『ナイトinナイト』のロゴが画面右上に挿入されるようになり、これ以降広告媒体によっては『ナイトスクープ』も『ナイトinナイト』と同枠扱いで一体的に展開するケースが見られるようになっている。
- また、『楽屋ニュース』はこのゾーンで1999年9月に終了後も、毎年12月下旬にオールナイト特番で『よしもと楽屋ニュース20××』を生放送している。